# 現代集團
现代集團（：／*/?）是由韓國商人鄭周永所創立的跨國企業，始建于1947年，以建筑业起家。60年代后期开始发展重工业，1997年拥有62家子公司，经营范围涉及建筑、汽车、造船、钢铁、铁道车辆、海运、金融、贸易等多个领域，职工总数、资产额和销售额曾雄踞韩国财企业之首。现任会长是玄貞恩。
1997年亚洲金融危机后，现代集团进行了拆分重组。目前韩国大多数的以“现代”命名的公司，比如现代汽车、现代重工业、现代百货等都已经与现代集团没有法律上关系，不过这些公司还都由郑周永的儿子或亲属营運。经过重组过的现代集团目前只留有集装箱运输、电梯生产和旅游等部门。不过，现代集团体系的各企业仍在韩国经济中占有举足轻重的地位。2005年10月，韩国总资产排在前50名的企业中现代体系就有现代汽车（第3位）、现代重工（第15位）、现代集团（第21位）、现代百货（第36位）等排在前列。截止2008年3月，郑梦准和郑梦九仍高居韩国富豪榜的前两位:33。

## 原始积累期

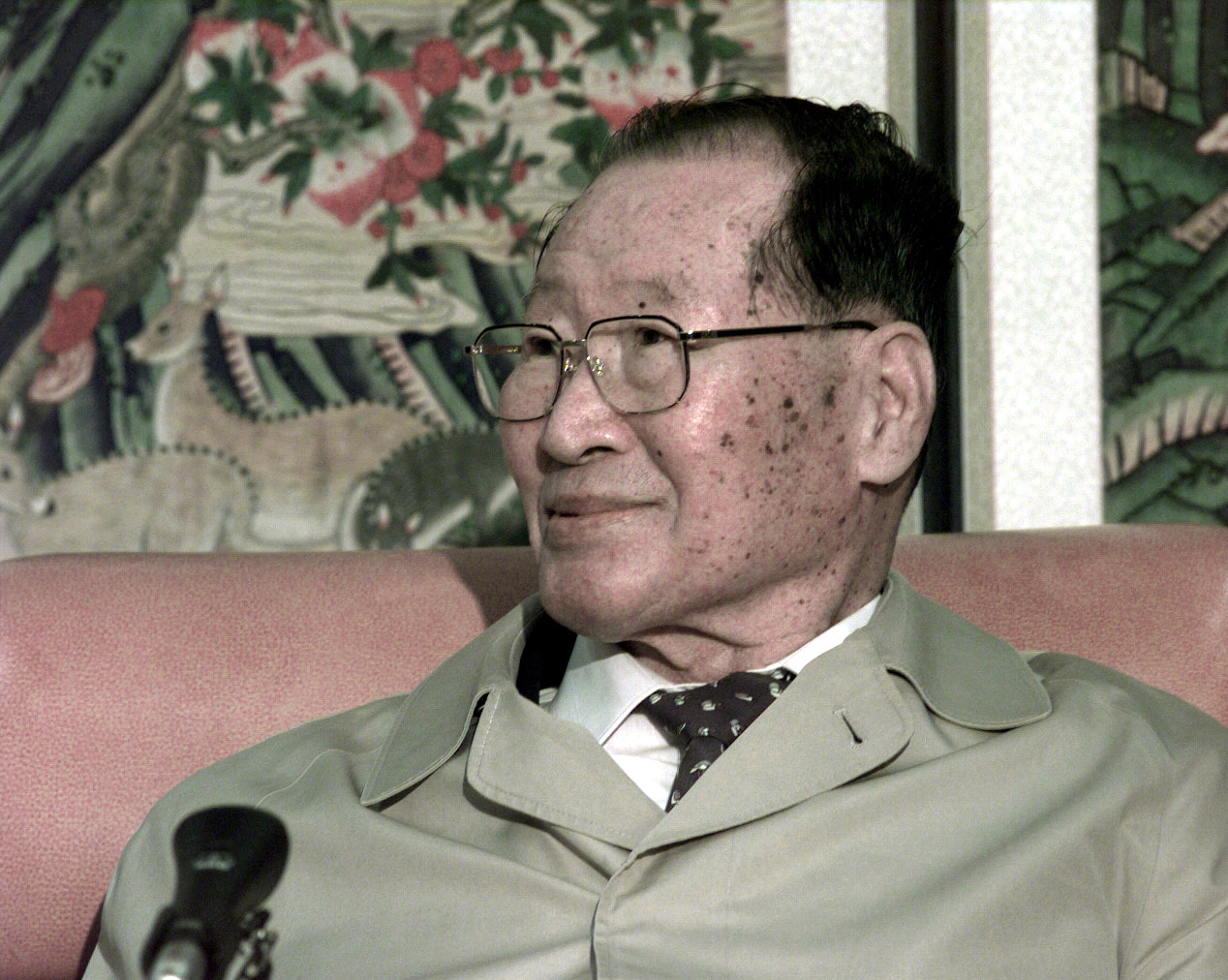
现代集团创始人郑周永

现代集团创始人郑周永出生于江原道的一个贫苦农民家庭，早年曾经营过米店和汽车修理厂。1945年二次大戰結束，日本无条件投降后，郑周永承包了美军兵器库的汽车发动机更换和汽车维修业务。在美军拍卖日产时，他买下首尔中区草洞106号的一块地皮，建起一座汽车修配厂，1946年4月挂出“现代汽车工业社”的牌子。战后的汽车修配业生意很好，现代汽车工业社的职工很快从30人增加到80人。1947年5月25日，“现代土建社”成立。当时，现代土建社只有一名建筑技术人员和10余名建筑工人。在高质量、高标准地拿下一项1530万韩圆的项目后，现代土建社名声大振，后成为唯一纳入美國第八軍團营建制序列的韩国企业。:35:34-35
1950年1月10日，现代汽车工业社和现代土建社合并成立现代建设株式会社，即现代建设，注册资产3000万韩圆，法人代表是郑周永。1952年12月，现代建设承揽了美军第8军为美国总统艾森豪威尔访韩选择的总统官邸的全面改造工程，并提前3天完成整个装修工程，得到美军官员的大为赞赏。现代建设也因此获得了美军的完全信任，从此垄断美军所有营建项目，获得大批发展资金，并发展成为中等规模的企业。1953年，现代商运成立。除承接美军工程外，现代建设还承揽了韩国政府的一些紧急修复工程。1953年4月至1955年5月的洛东江高灵桥工程使现代建设首次出现巨额赤字。但郑周永宁可倒闭也不失信用的做法得到韩国政府的好评。现代建设因此获得承担韩国政府工程的特权。1957年至1959年，现代建设成功承建汉江人行桥工程，获得合同工程费40%的厚利。现代建设在经营管理和工程技术方面都上了一个新台阶，成为韩国建筑界六强之一。:36:36-46
20世纪60年代初，韩国政府指控现代建设“非法积蓄财产”，遭到重罚。1961年，朴正熙发动政变掌握韩国政权。考虑到现代建设的大部分利润来自美军工程，朴正熙将现代建设从“处罚名单”中删除。现代建设与朴正熙政府建立了密切的关系。1961-1964年，现代建设在朴正熙政府的扶植下，营业额从3.6亿韩圆增加到15.6亿韩圆，短短3年就暴涨了3倍多，一跃成为韩国建筑业的霸主。:36-37

## 高速扩张期

### 成立现代集团
1962年7月，现代建设利用美国国际开发署（AID）提供的贷款兴建现代丹阳水泥厂。这是现代第一次大规模进入建材制造业，拉开了其多元化发展的序幕。1964年7月，水泥厂正式投产，年产量为20万吨，其生产的虎牌水泥问世后就打入国际市场。远销越南的第一批产品为现代赚到40万美元的利润。在水泥厂生产材料的保证下，现代建设承建工厂，特别是发电厂的比重大幅提高。与此同时，现代建设在建设丹阳水泥厂的过程中也积累了大量的技术和人才储备。在现代内部，建设丹阳水泥厂这一事件称为现代建设的“三一运动”。:37-38:49-51
20世纪50年代末，由于国际收支情况恶化，美国抬高了外国企业承建美国工程的门槛。这使得主要靠美军工程发展的现代建设从1965年开始开拓海外市场。1965年11月，现代建设拿到了韩国建筑公司的第一个海外工程泰国那拉特高速公路的承建合同。虽然现代建设最后在这个项目赔了钱，但现代从此跻身国际建筑市场，为日后发展开拓了广阔的空间。:137:56-63
1967年12月，现代开始进军汽车产业，成立了“现代汽车株式会社”。同年，现代扩建了丹阳水泥厂。随着现代业务范围的扩大，由郑周永一人管理的经营模式已经不适应企业发展的要求。1968年下半年，郑周永对企业进行了改制，成立以现代建设为母体，其它公司为子公司的集团制，各公司由各自社长管理，会长统领整个集团。现代集团由此成型。:38

### 建筑业的海外扩张
20世纪70年代初，中东战争引发全球性的石油危机，全球经济因此陷入滞涨。郑周永认为进军中东建筑市场是打开国际市场的绝好时机。由于之前泰国那拉特高速公路的失败，他的决定遭到他弟弟现代建设社长郑仁永的反对。两人因此结束了多年的合作。但现代建设还是启动了其中东计划，同时承建了巴林造船厂、沙特海军基地海上工程、伊朗造船厂和中东新水泥厂四项大工程。:38
1975年，现代建设击败其它发达国家建筑公司拿到总工费高达15亿美元号称“20世纪最大工程”的沙特朱拜勒产业港工程，为韩国建筑业进入世界建筑市场带来了跨时代的转机。在从韩国向沙特运输装备和建材时，郑周永采用立体平台船装载，用1万马力的拖船拖动运输，大大节省了运输成本。在克服了技术难关、工人罢工等各种困难后，现代建设只用36个月的时间就完成了工程，比计划提前了8个月。中东建筑市场为现代集团带来丰厚的利润，使其成为世界级的企业。1981年，现代集团总营业额为4.8万亿韩圆，其中80%来自海外建筑市场。海外市场的开发也促进了现代在国内市场的开发。由于有了泰国建高速公路的经验，现代建设在1968年承建了韩国首条高山公路京釜高速公路，之后还承建了昭阳江水坝等工程。:38-39:37:94-100

### 进军汽车制造业

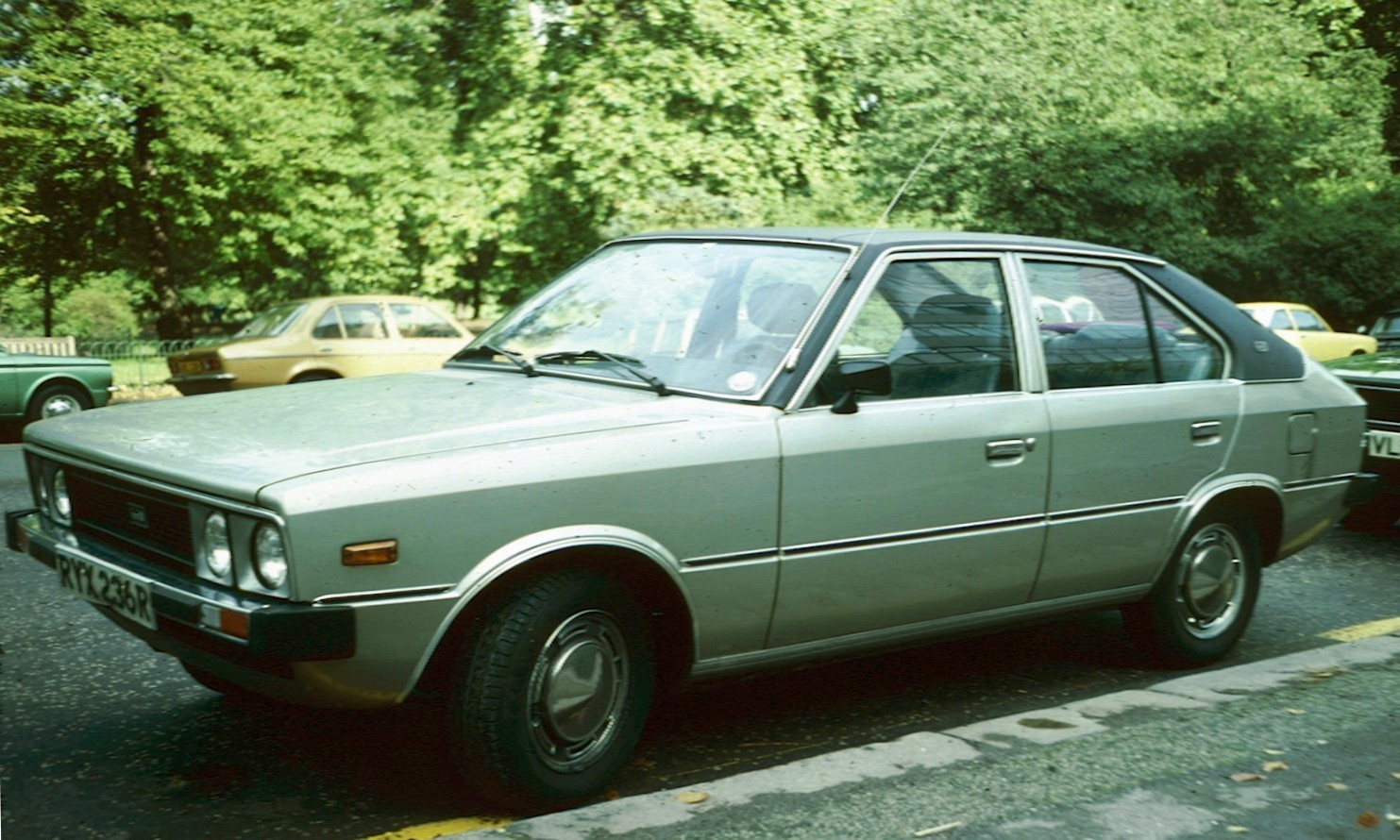
现代汽车自主研发的韩国首辆国产轿车现代Pony第一代

在朴正熙政府扶植汽车制造产业政策的激励下，现代集团于1967年12月29日注册成立了“现代汽车株式会社”，由郑周永的四弟郑世永负责管理。1968年2月，现代福特公司达成合作组装“CORTINA”小轿车的协议，福特负责提供79%的零部件，现代负责其余的21%。福特原本断言现代需要至少三年的时间才能把汽车厂房建好，但现代在当年的11月份就在蔚山建好了汽车厂开始生产轿车。1969年，现代与福特的第一个合作协议期满后，由于双方就投资比例不能达成共识，现代最终终止了与福特的合作，开始走国产化道路。:40-41
国产化道路也是朴正熙政府的汽车发展战略。1969年12月，韩国制定发展汽车工业基本计划，提出1972年实现小轿车国产化，1974年大轿车国产化的目标。1973年初，朴正熙发表《重化学工业化宣言》，将汽车工业列入“十大战略产业”，进行扶植。1974年，现代自主研发的第一个车型“现代Pony”在第55届都灵车展亮相，使韩国成为世界第16 个能独立生产轿车的国家。“Pony”由意大利设计师设计，采用日本三菱的发动机，韩国制造，国产化率达到90%:171:41。1975年12月，投资1亿美元年产5.6万辆的“Pony”国产生产新厂在蔚山建成:171。1976年，Pony轿车开始批量生产并出口南美，开创了韩国汽车海外出口的先河:171。当年，现代汽车向13个国家出口了1042辆汽车。1978年，现代汽车生产了57,054辆汽车，占韩国全国总产量的65%:41。

### 进军造船业

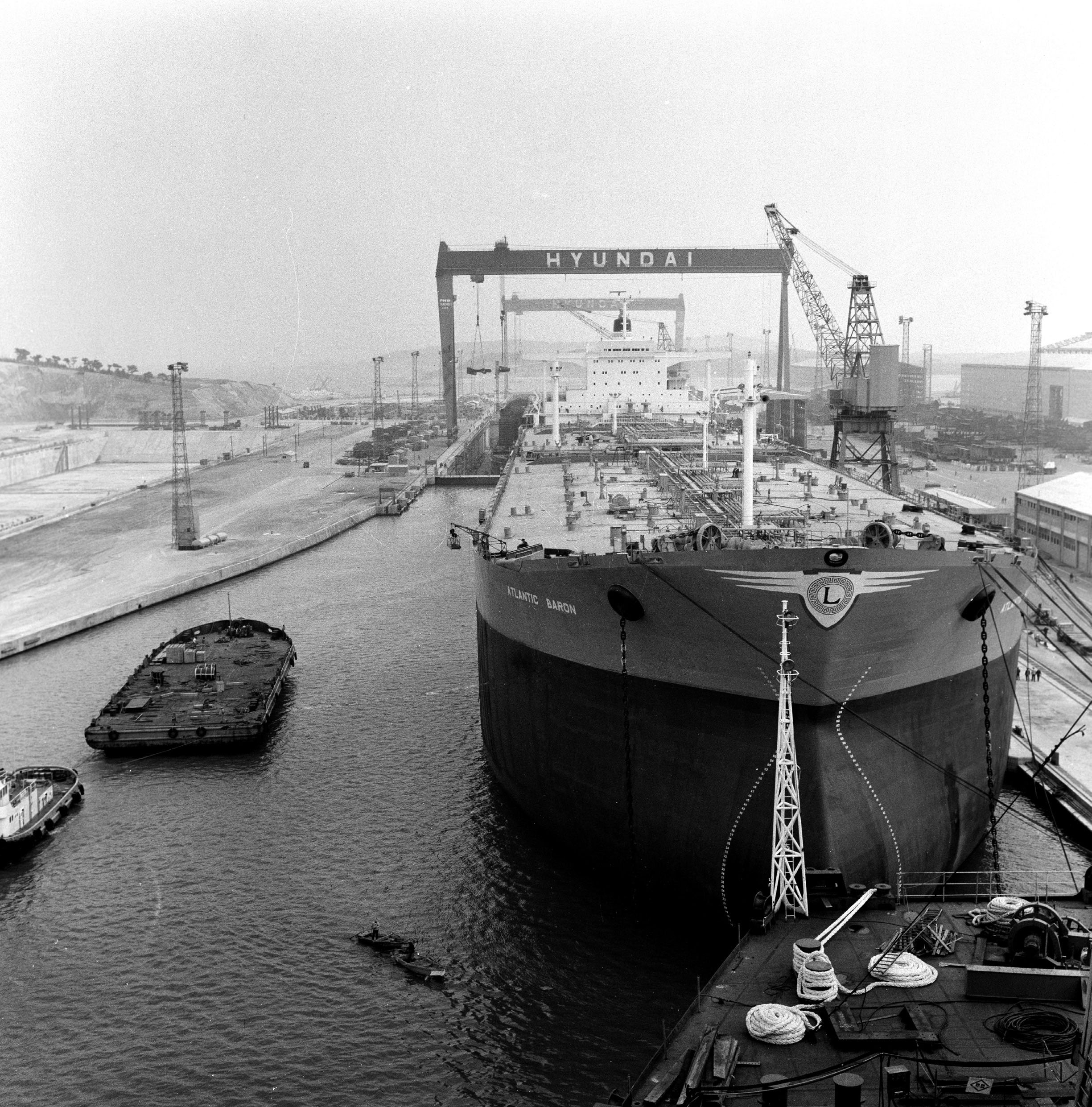
1976年现代重工蔚山造船厂

早在20世纪60年代初，郑周永就有建造船厂的梦想，并曾在1966年参观过日本横滨船厂、川崎船厂和神户船厂:82。进入20世纪70年代，韩国以轻工业产品为主的出口结构在国际市场开始失去竞争力。朴正熙开始考虑发展重化工产业。在韩国第三个五年经济开发计划中，重化工产业成为经济开发战略的重点， 并于1973年1月发布“重化工化宣言”:147-148:39。
1970年3月， 现代成立造船工作部，开始着手选址征地等基础工作。1971年初，现代在英国伦敦成立办事处:83。郑周永到访了英国埃普勒道公司和斯克特里格公司，与这两家英国造船公司签订了技术转让和负责包销的协议。在郑周永的努力下，现代拿到了英国勃克莱银行的贷款，并向英国输出信用保险局提出了担保申请。之后，郑周永找到了第一个买主希腊大船主巴诺斯。1971年夏，郑周永在瑞士与巴诺斯以低于国际市场16%的价格签订了建造2艘25万吨级油轮的合同:85-87:40。
1972年3月23日，现代蔚山造船厂举行了奠基仪式。时任韩国总统朴正熙参加了奠基仪式。1973年4月，蔚山造船厂举行了1号船奠基仪式，正式投产。1973年12月28日，现代造船株式会社（现代重工）正式成立。1974年6月28日，现代举行了蔚山造船厂竣工典礼和两艘油轮的命名仪式。总统夫人陆英修亲自为两艘油轮命名。两艘油轮缓缓下水:87-89。现代集团仅用27个月的时间便建造了一座现代化的造船厂和两艘巨轮，创下世界造船速度的记录。1981年，现代用16个月的时间建造了第二座船厂，年造船能力达到215万吨，获得世界1/5的船舶订单，使韩国成为仅次于日本的世界第二大造船国:40。

### 多领域发展与扩张
20世纪70年代，现代集团依靠其雄厚的实力和政府的支持，开始向与已有业务相关较小的其它行业进行多领域的扩张。1977年，现代重工子公司“京一工业”开始进军钢管业，并于1978年收购了仁川制铁和大韩制铝。为解决现代重工成立初期生产的部分船舶找不到买主的问题，现代集团成立了“亚细亚商船”，后改称“现代商船”，从而进入海运业。在韩国政府的扶植下，现代商船得到了韩国国有大企业大韩石油公司50%的海运权。1976年，现代集团为响应政府发展综合商社的号召，成立现代综合商社，开始从事进出口贸易。现代集团还成立了“金刚开发”和“现代汽车服务”向流通领域扩张。此外，现代集团通过成立“国际综合金融”开始进入金融业，并收购了“国日证券”:42。1989年，现代成立了现代石油化学:38。

## 发展成熟期

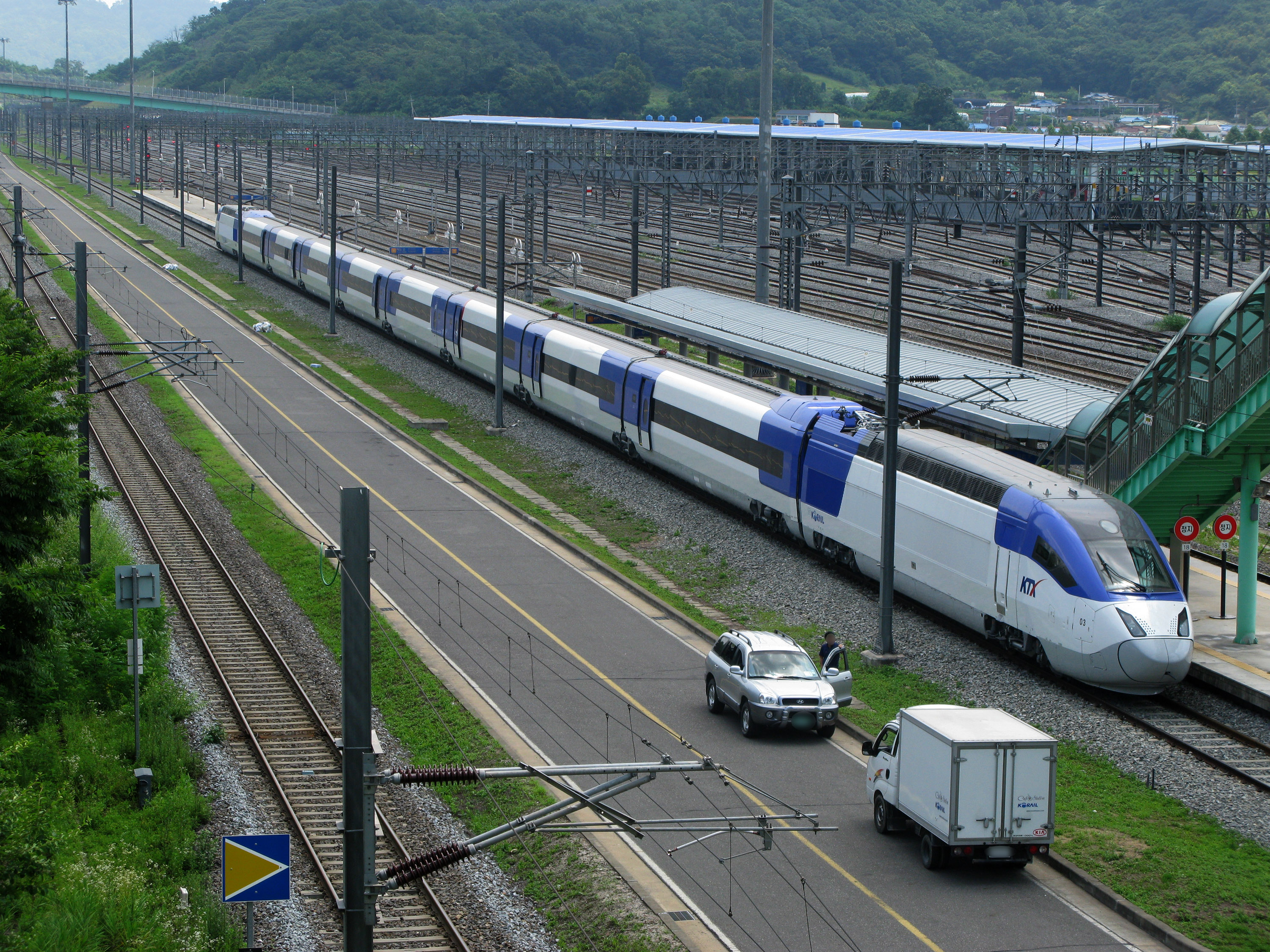
韩国现代Rotem生产的KTX-II高铁最高时速可达350公里／小时

在韩国政府的扶植下，20世纪80年代的现代集团已经发展成为韩国经济领军式企业:42。1980年，现代集团已经拥有包括现代建设、现代造船、现代汽车、现代车辆、现代水泥、现代重机、现代发动机、现代精工、现代综合商社、仁川制铁、东西产业、京一产业、高丽化学、亚细亚商船等26个子公司:106。1985年，现代集团首次进入美国《财富》杂志全球50大企业之列，位居44位:37。为适应集团发展的需要，郑周永在1987年将现代集团的管理制度由“会长——社长”制改为“名誉会长——会长——社长”制，郑周永任名誉会长，郑世永任会长，个子公司由社长负责。郑周永表面上退居二线，但实际仍掌握实权:44-45。
20世纪70年代韩国政府的重化工战略带动了韩国经济的高速发展，但由此产生的产业结构不平衡，也成为韩国经济发展的障碍。从70年代末开始，韩国政府对重化工产业进行了三次投资调整。现代集团在政府的调整中指定为生产6000马力以上船舶用发动机和工业用发动机的专业生产商。现代重工1983年获得的船舶订单占到世界造船市场的五分之一，并于1985年取代日本三菱公司成为世界最大的船舶制造商:43。
在汽车生产领域，现代在20世纪80年代已经发展成为韩国最大的汽车生产商，设有160个国内销售网点和443个海外销售网点，汽车远销北美、中南美、非洲、中东等63个国家和地区，外销汽车2.5万辆。1983年，现代Pony出口加拿大取得巨大成功。1985年就卖出7.9万辆。1985年，现代汽车在投资3亿美元建设了一座年产10万辆小轿车的汽车装配厂。1986年，Pony进入美国市场，当年销售即达到16万辆:43:176。1988年，现代汽车创下了出口48万辆的记录:153。1991年，现代汽车首次推出自主研发的Alpha型发动机，两年后又推出Beta型发动机:177。1991年11月，现代汽车开发出首辆电动汽车。1990年，现代汽车在美国加州喷泉谷建立了现代加利福尼亚设计中心，并在1992年推出了现代首款概念车HCD-1（HCD是Hyndai California Design的缩写）:177。1995年，现代在土耳其建立了合资汽车组装厂。
1983年2月23日，现代成立“现代电子株式会社”，并于同年3月16日在美国加利福尼亚州设立法人机构，开始涉足电子工业。次年，现代电子开始向加拿大和美国出口车辆电话机:108。由于80年代中期，电子行业的不景气，现代在美国的发展受阻。1985年，郑周永果断停止了现代电子美国分公司的所有业务，同时投资680亿韩圆建成年产170万台彩色电视机、录像机等家电产品和电子电器零部件的工厂。1986年，现代电子与美国通用电子商定在未来5年内为通用电子生产价值4亿美元的超小型集成电路等半导体产品。1992年，现代电子全球销售额达到5亿美元，其中1.93亿美元出口到美国。1994年底，现代电子电脑芯片年产量从70万个增加到400万个，仅低于三星50万个，成为能与日本电气、东芝、三菱电气、富士通等大公司相抗衡的大生产商。:44

### 郑周永参加总统竞选
郑周永是韩国企业界大人物。他从1977年2月至1987年2月的10年间，连任5届“全国经济人联合会”会长:118。1982年，郑周永作为财界代表与韩国奥林匹克代表团参加第83界国际奥林匹克大会，为汉城成功申办1988年奥运会立下汗马功劳。回国后，他經推举为汉城奥运会组委会副委员长和大韩体育协会会长，渐渐成为韩国最有影响力的人物之一。1989年1月23日，他应邀访问朝鲜，成为首位访问朝鲜的韩国企业家:26-27。1989-1991年间，他还多次访问苏联，为两国建交发挥了促进作用:150-154。1992年，在韩国第14界国会议员选举前夕，郑周永宣布创建统一国民党，宣布参加总统选举。不过在同年12月18日的总统大选中，金泳三获胜成为韩国第14任总统。:45:129-131
由于这次参加总统选举，郑周永因现代重工的秘密资金问题受到起诉。大选期间，有90名现代集团高级职员接受检查机关调查、被捕，或未逮捕而立案，使现代集团蒙受无法计算的巨大损失。金泳三执政后，韩国政府以需要进一步检查等理由，拖延现代集团的贷款申请，并在政府合同方面，有意照顾现代集团的竞争对手。现代集团将现代重工等五个子公司列入上市证券表的申请也遭到韩国证券管理委员会的冷落，还被裁定大量抛售股票，严重干扰证券市场。:46-47

## 调整分裂期
1997年，亚洲金融危机席卷韩国。现代集团和其它韩国大企业一样受到重大的冲击，被韩国政府勒令进行结构调整。1998年下半年开始，现代集团先后砍掉55家下属企业，将主要力量集中在建设、电子、重工业、汽车、服务业五个领域。1999年，现代汽车收购了起亚汽车，使现代在韩国汽车市场的份额达到了70%。2000年，现代集团又买下LG半导体公司使其DRAM的生产能力占居世界第一。:46-48
由于深得郑周永喜爱的长子郑梦弼于1982年死于交通事故。1996年，郑周永的次子郑梦九出任为现代集团的会长:169-177。但1997年12月，郑周永最信任的五子郑梦宪則成為现代集团联合会长，使现代集团内部出现梦九和梦宪两个派别。2000年3月27日，郑周永在现代总部大楼当着30多位高层管理人员正式宣布郑梦宪为现代集团唯一会长。郑梦九在会上违心地表示会同弟弟合作。作为补偿，郑周永安排郑梦九管理现代集团所有的汽车业务，同时任命郑梦准掌管现代重工及其附属子公司:49-50。在此之前，现代百货于1999年4月脱离现代集团由郑周永的三子郑梦根掌管:41。
2000年5月26日，受现代商船和现代建设短期流动资金陷入困境的影响，韩国股市大跌，在韩国引起恐慌。现代的主要债权银行韩国外汇银行表示为现代提供4.81亿美元的资金援助，但要求现代集团进行重组剥离。5月31日，郑周永和郑梦宪迫于压力不再参与集团日常管理，并宣布通过出售股份和资产偿还高达469亿美元的巨额债务。2000年11月，现代建设45亿美元债务濒临破产，不得不再次向债权银行申请延长债务偿还期限。:49
2000年5月郑周永曾命令郑梦九与他和郑梦宪一同引退。但在董事会的支持下，郑梦九拒绝了父亲命令，并通过助手宣布现代汽车将从现代集团脱离。同年8月31日，郑梦九宣布现代汽车及其下属10家公司正式从现代集团脱离。在此的两天前，以美国国际集团为首的财团向现代金融部门注资10亿美元成为最大股东，接管了现代投资管理有限公司、现代投资信托及证券有限公司和现代证券。2001年5月，郑梦准宣布现代重工脱离现代集团。同1年7月31日，现代电子因巨额债务交由债权银行接管，脱离现代集团自立门户。2000年，现代建设亏损达23亿美元，而剩余资产仅有7亿美元。为防止现代建设破产对韩国经济带来的冲击，韩国18家信贷银行为其提供了22亿美元的援助，现代集团彻底交出对现代建设的经营管理权。经过重组剥离，现代集团财团仅剩下现代峨山、现代商船、现代证券、现代电梯和现代物流等公司。:50